# 19 tháng 4
Ngày 19 tháng 4 là ngày thứ 109 trong mỗi năm dương lịch thường (ngày thứ 110 trong mỗi năm nhuận). Còn 256 ngày nữa trong năm.

## Sự kiện

### Thế kỷ 19 trở về trước
- 1320 - Thạc Đức Bát Lạt lên ngôi tại Đại Đô, trở thành Hoàng đế thứ 5 của triều Nguyên
- 1770 – Thuyền trưởng James Cook lần đầu tiên nhìn thấy đất Úc.
- 1775 - Chiến tranh Cách mạng Mỹ bắt đầu với chiến thắng của quân đội thuộc địa trước quân Anh tại concord
- 1775 – Trận Lexington và Concord mở màn cuộc chiến giành độc lập của 13 thuộc địa Bắc Mỹ chống lại thực dân Anh.
- 1783 – Nữ hoàng Ekaterina II sáp nhập Krym và tỉnh Kuban nước Nga.
- 1810 – Venezuela giành được sự tự trị: Dân chúng Caracas lật đổ Toàn quyền Emparan và lập một uỷ ban hành chính.
- 1839 – Hiệp ước Luân Đôn thành lập Vương quốc Bỉ.
- 1892 – Charles Duryea nói rằng đã chạy được chiếc xe hơi đầu tiên ở Hoa Kỳ, tại Springfield (bang Massachusetts).

### Thế kỷ 20
- 1903 – Bắt đầu cuộc thảm sát Kishinev, một trong những vụ thảm sát dân Do Thái đẫm máu nhất ở Nga (đến ngày 21 tháng 4).
- 1919 – Leslie Irvin, người Mỹ, lần đầu tiên nhảy dù thành công.
- 1928 – Xuất bản tập cuối cùng của bộ Từ điển tiếng Anh Oxford (Oxford English Dictionary - OED).
- 1937 – Hoàn tất việc xây dựng cầu Cổng Vàng tại California, Hoa Kỳ.
- 1943 – Chiến tranh thế giới thứ hai: Quân Đức tiến vào khu ghetto Warzsawa để bố ráp những người Do Thái còn lại, gây ra Cuộc nổi dậy ghetto Warzsawa.
- 1943 – Ngày Xe đạp - Nhà hoá học Thuỵ Sĩ, tiến sĩ Albert Hofmann chủ tâm dùng LSD lần đầu tiên.
- 1945 – Chiến tranh thế giới thứ hai: Các sĩ quan cấp cao của Anh được chỉ thị không được tiết lộ tin tức rằng mã Enigma đã bị phá.
- 1956 – Hôn lễ của nữ diễn viên Mỹ Grace Kelly và Hoàng thân Rainier III của công quốc Monaco.
- 1960 – Sinh viên Hàn Quốc tổ chức phản kháng toàn quốc, ủng hộ dân chủ, chống lại tổng thống Lý Thừa Vãn, buộc ông này từ chức.
- 1961 – Cuộc đổ bộ Vịnh Con Heo ở Cuba kết thúc thất bại.
- 1965 – Định luật Moore lần đầu tiên được công bố rộng rãi trên Electronics Magazine.
- 1971 – Sierra Leone trở thành một nước cộng hoà.
- 1971  – Liên Xô phóng Salyut 1, trạm vũ trụ đầu tiên.
- 1975 – Giải phóng Bình Thuận.
- 1993 – 51 ngày bao vây trụ sở của giáo phái Branch Davidian tại ngoại ô Waco, Texas, Hoa Kỳ kết thúc khi hỏa hoạn bùng phát, khiến hơn 70 người thiệt mạng.
- 1995 – Toà nhà liên bang Alfred P. Murrah ở Thành phố Oklahoma (bang Oklahoma, Hoa Kỳ) bị đánh bom, 168 người chết.
- 1999 – Quốc hội Đức dọn trở về Berlin.
- 2000 – Máy bay Boeing 737-200 của hãng Air Philippines rơi gần phi trường Davao, 131 người chết.

### Thế kỷ 21
- 2005 – Joseph Ratzinger được bầu làm giáo hoàng trong Mật nghị Hồng y, tức Biển Đức XVI, ông là giáo hoàng đầu tiên sinh ra ở Đức trong gần 500 năm.
- 2011 –  Fidel Castro chính thức từ nhiệm Tổng bí thư Đảng Cộng sản Cuba, người kế nhiệm là Raúl Castro.
- 2005 – Hồng y người Đức Joseph Ratzinger được bầu làm giáo hoàng vào ngày thứ hai của Mật nghị Hồng y, lấy hiệu là Biển Đức XVI.
- 2018 – Quốc vương Mswati III thông báo thay đổi tên của Vương quốc Swaziland thành Vương quốc eSwatini, vào dịp kỷ niệm 50 năm ngày Swaziland độc lập.

## Sinh
- 476 – Phạm Tu, danh tướng, công thần khai quốc nhà Tiền Lý Việt Nam (m. 545)
- 1320 – Vua Pedro I của Bồ Đào Nha (m. 1367)
- 1825 – Nguyễn Phúc Hồng Bảo, tước phong An Phong Quận vương, hoàng tử con vua Thiệu Trị nhà Nguyễn (m. 1854)
- 1912 – Glenn Seaborg, nhà khoa học nguyên tử Mỹ, tổng hợp ra các nguyên tố siêu-urani, giải Nobel hoá học năm 1951 (m. 1999)
- 1931 – Út Tịch, nữ Anh hùng lực lượng vũ trang nhân dân Việt Nam (m. 1968)
- 1933 – Jayne Mansfield, nữ diễn viên (m. 1967)
- 1968 – Ashley Judd, nữ diễn viên Mỹ
- 1972 – Rivaldo, cầu thủ bóng đá Brasil, quả bóng vàng châu Âu, cầu thủ xuất sắc nhất thế giới năm 1999
- 1979 – Kate Hudson, nữ diễn viên
- 1980 – Đổng Khiết, nữ diễn viên, vũ công người Trung Quốc
- 1987 – Maria Sharapova, nữ đấu thủ quần vợt Nga
- 1999 – Đoàn Văn Hậu, cầu thủ bóng đá Việt Nam

## Mất

### Thế kỷ 19 trở về trước
- 1390 – Vua Robert II của Scotland (s. 1316)
- 1578 – Uesugi Kenshin, samurai, lãnh chúa Nhật Bản (s. 1530)
- 1632 – Sigismund, vua Thuỵ Điển và Cộng đồng Ba Lan-Litva (s. 1561)
- 1689 – Nữ hoàng Christina của Thuỵ Điển (s. 1626)
- 1824 – George Gordon Byron, Nam tước Byron đời thứ 6, nhà thơ vĩ đại người Anh (s. 1788)
- 1863 – Nguyễn Phúc Hồng Phi, tước phong Vĩnh Quốc công, hoàng tử con vua Thiệu Trị nhà Nguyễn (s. 1835)
- 1881 – Benjamin Disraeli, nguyên Thủ tướng Anh (s. 1804)
- 1882 – Charles Darwin, nhà sinh vật học vĩ đại người Anh, tác giả cuốn Nguồn gốc các loài, căn bản của thuyết chọn lọc tự nhiên và đấu tranh sinh tồn (s. 1809)

### Thế kỷ 20
- 1906 – Pierre Curie, nhà vật lý Pháp, tìm ra poloni và radi, giải Nobel vật lý năm 1903 (s. 1859)
- 1965 - Phạm Phú Quốc, Đại tá Quân lực Việt Nam Cộng hòa
- 1967 – Konrad Adenauer, nguyên Thủ tướng Đức (s. 1876)
- 1974 – Ayub Khan, nguyên Tổng thống Pakistan (s. 1907)
- 1987 – Maxwell Taylor, tướng Mỹ (s. 1901)
- 1989 – Daphne du Maurier, nhà văn nữ người Anh, tác giả tiểu thuyết Rebecca (s. 1907)
- 1998 – Octavio Paz, nhà văn, nhà thơ, nhà ngoại giao México, giải Nobel văn chương năm 1990 (s. 1914)

### Thế kỷ 21
- 2021 – Walter Mondale (s. 1928).
- 2023 – Moon Bin, nam ca sĩ, diễn viên và người mẫu người Hàn Quốc, thành viên của nhóm nhạc nam  Astro (s. 1998).

## Ngày lễ và kỷ niệm
- Ngày Ái quốc (bang Massachusetts, Hoa Kỳ)[4]
- Ngày Tuyên bố Độc lập (Venezuela)
- Ngày Cộng hoà (Sierra Leone)
- Cuộc đổ bộ của 33 người (Uruguay)
- Ngày Hoa anh thảo (Anh) - Vào ngày mất của cố thủ tướng Anh Benjamin Disraeli, người ta đặt hoa anh thảo trước tượng ông trên Quảng trường Quốc hội (Luân Đôn). Hoa anh thảo là loại hoa yêu thích của ông.
- Kết thúc ngày hội Cerealia của La Mã, hội tôn vinh nữ thần mùa màng Ceres. (Đế quốc La Mã)
- Ngày Xe đạp[5]
- Lễ Phục sinh vào các năm 1908, 1981, 1987, 1992, 1998. Ngày lễ Phục sinh rơi vào ngày 19 tháng 4 nhiều hơn bất cứ ngày nào khác.[6][7]